# Thuyết tự hạn chế
Thuyết tự hạn chế là lý thuyết gắn bó chặt chẽ với lý thuyết về nhà nước pháp quyền. Mối quan hệ Nhà nước và pháp luật đã được xem xét trong tư duy triết học Đức theo cách thức dường như đối lập nhau. Trong khi với Immanuel Kant người xuất hiện như là người khởi đầu đích thực của quan niệm tự do về Rechtsstaat thì thứ luật duy nhất có thật là "luật tự nhiên", "ý niệm về luật pháp" đến trước kinh nghiệm chính trị (quan niệm siêu hình) và chuyển tới một trật tự pháp lý được thiết lập thoạt nhiên dựa trên lý tính và nhằm phục vụ cho tự do.
Đối với Johann Gottlieb Fichte và Georg Wilhelm Friedrich Hegel thì không có thứ luật nào ngoài luật nhà nước. Fichte cho rằng quan hệ pháp lý là do nhân dân tạo nên trong Nhà nước: "Không tồn tại thứ luật tự nhiên nào hết, có nghĩa là luật pháp không thể là mối quan hệ pháp lý có thể có giữa người với người nếu nó không hình thành trong một cộng đồng và không biểu hiện dưới các luật lệ thực định" do vậy, luật tự nhiên hoà lẫn với luật thực định của Nhà nước. Cũng như vậy, Hegel cho rằng Nhà nước phải tuân thủ những giới hạn bên ngoài, vì nó hiện thực hóa sự thống nhất, tổng hợp của lợi ích chung và những quyết định đặc biệt.
Tuy vậy, sự đối lập bề ngoài bị nhạt dần. Khi coi Nhà nước là điều kiện cần thiết để diễn dịch ý niệm pháp luật và thực thi tự do. Kant đã gieo mần cho chủ nghĩa thực chứng pháp lý, điều đương nhiên dẫn Kant tới chỗ bào chữa cho sự chuyên quyền "sáng suốt" của Friedrich II của Phổ. Ngược lại, việc phủ nhận ý tưởng về một thứ luật tự nhiên có trước Nhà nước không có nghĩa là thiếu sự hạn chế quyền lực Nhà nước. Theo Fichte thì Nhà nước có trách nhiệm với cộng đồng đã trao cho nó quyền làm ra luật lệ. Lý luận của Hegel dựa trên ý tưởng Nhà nước là sự thường xuyên liên tục, với tư cách là nguyên tắc tổng quan, hoạt động dựa trên sự phủ định, trên sự lui tới từ tổng thể đến cụ thể, điều này dẫn ra một yếu tố của sự tự hạn chế. Fichte và Hegel, sau đó là Thomas Hobbes, vốn cho rằng Nhà nước thông qua thỏa ước vốn sản sinh ra nó, được trang bị sự tự chủ hoàn toàn đối với luật lệ, không có nghĩa vụ phải tuân thủ ngay cả mục tiêu vốn tạo ra chính nó. Đối với Baruch Spinoza thì chính Lẽ phải thúc đẩy Nhà nước tuân thủ các nguyên tắc mà nó đặt ra.